# Frittella di cèe
La frittella di cèe (frittella di anguille cieche), o frittata di cèe, era un piatto tradizionale della cucina viareggina e pisana, a base di avantotti di anguilla, cèe in dialetto viareggino, oggi quasi scomparso a causa delle limitazioni normative.  
Questo piatto era diffuso anche in altre aree costiere della Toscana e della Liguria.

## Preparazione
La preparazione delle cèe è simile a quella della pasta co' le cèe e della polenta co' le cèe, ma senza il pomodoro: far rosolare l'aglio, e poi rimuoverlo dall'olio, aggiungere la salvia e buccia di arancia; dopo pochi minuti, aggiungere le cèe e salare. 
A questo punto però il preparato viene utilizzato per realizzare una frittella aggiungendo le uova sbattute.